# Città Universitaria dell'UNAM
La Città Universitaria, conosciuta come C.U., è l'insieme di edifici che formano il campus principale dell'UNAM, situato nel Pedregal de San Ángel su Avenida de los Insurgentes, a Città del Messico.
Il 28 giugno 2007 la C.U. venne iscritta dall'UNESCO nel Patrimonio culturale dell'umanità.

## Storia

### Antecedenti
All'inizio del XX secolo, le scuole, facoltà e gli edifici amministrativi dell'UNAM erano dispersi nella città (tra gli altri, spiccavano gli edifici del Colegio de San Idelfonso, dell'antico Palacio de la inquisicion, del tempio di San Agostino e del Palacio de Mineria) e diverse volte si era progettato rilocalizzare tutto in un solo campus che integrasse la vita universitaria. Nel 1928 venne presentata una tesi alla scuola nazionale di architettura con il titolo di "Città Universitaria".
Nel 1943, il governo federale esproprio le terre dove attualmente si trova la C.U. e nel 1946 vennero consegnate all'università per realizzare i tanti progetti previsti per la realizzazione del Campus. L'11 settembre 1946, l'allora rettore Salvador Zubiran costituì la commissione della Città Universitaria, formata dai rappresentanti dell'Università e del Governo. Questa commissione indisse un concorso d'architettura, i cui progetti furono consegnati nel marzo dell'anno successivo.

### Integrazione del gruppo esecutivo
Con il progetto vincitore tra le mani, la commissione si trasformò in Commissione Tecnica direttrice, presieduta dal rettore stesso, e integrata con funzionari dell'università, più rappresentanti della presidenza della Repubblica. La commissione designò agli architetti direttori del progetto Enrico del Moral, Mario Pani, Domingo Garcia Ramos e Maurizio M. Campos, che si presero carico di designare un insieme di architetti e ingegneri che avrebbero partecipato all'esecuzione del progetto, tutti messicani. Più di cento architetti e ingegneri parteciparono alla realizzazione dell'opera. Risaltano i nomi di Luis Barragán, Carlos Lazo, Juan O'Gorman, Enrique Yanez, Pedro Ramirez Vazquez, Enrique de la Mora e Jose Villagran Gracia. Inoltre, parteciparono artisti come Diego Rivera e David Alfaro Siqueiros.

## Progetto generale
Il progetto originalmente contemplava la suddivisione del campus in tre aree:
- La prima, chiamata zona scolare (divisa a sua volta nelle sezioni di Umanistica, Scienze, Scienze Biologiche e Arte), costruita attorno ad una spianata di giardini dove trovavano sede gli edifici amministrativi.
- Campi Sportivi
- Stadio Universitario, il quale cambiò nome in Stadio Olimpico Universitario diventando quattordici anni dopo il principale impianto sportivo dei Giochi della XIX Olimpiade del 1968.

Le tre aree erano organizzate ad anello dentro una zona più vasta. Durante vari decenni la C.U. è andata crescendo per adeguarsi alla sempre maggiore popolazione universitaria, dando così origine alla costruzione di nuovi agglomerati sempre di forma circolare concentrica. A causa di questo alcuni degli edifici originali non mantegono più la loro funzione poiché le facoltà sono state ricollocate.

## Edifici, Monumenti e viabilità

### Circuito Scolastico
Questo primo circuito disegnato nel progetto originale della C.U. circonda la zona scolastica. Al suo centro è situata la spianata centrale e intorno si trovano le scuole e facoltà. Nelle vicinanze di questo circuito si trova la stazione di Copilco, della linea 3 della Metropolitana di Città del Messico. Nel 2006 si trovano in questo circuito i seguenti edifici:
- Torre de Rectoria progettata da Mario Pani, Enrique del Moral e Salvador Ortega Flores. Decorata all'esterno con murales di David Alfaro Siqueiros.

- Biblioteca centrale.

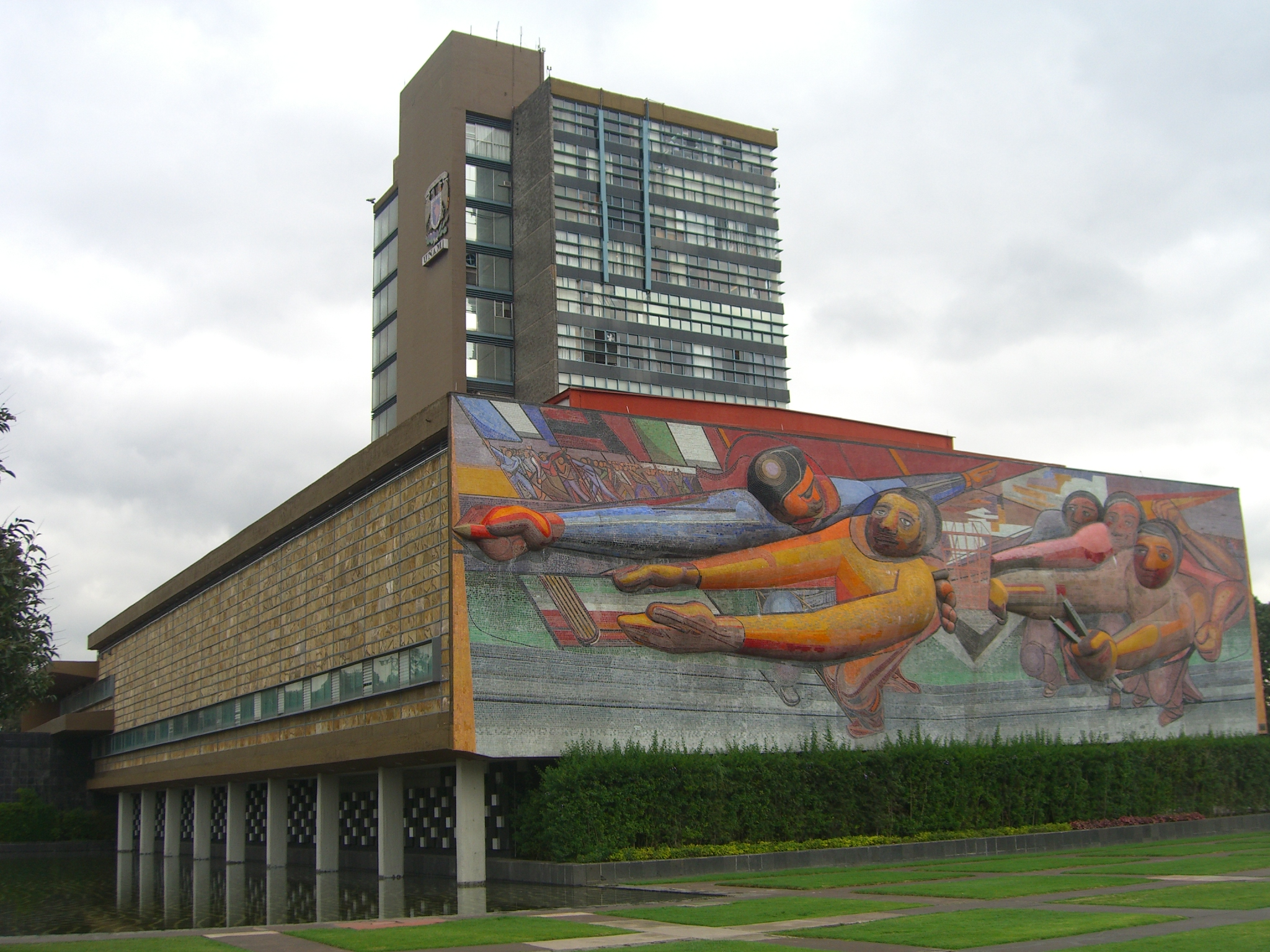
Torre Rectoria

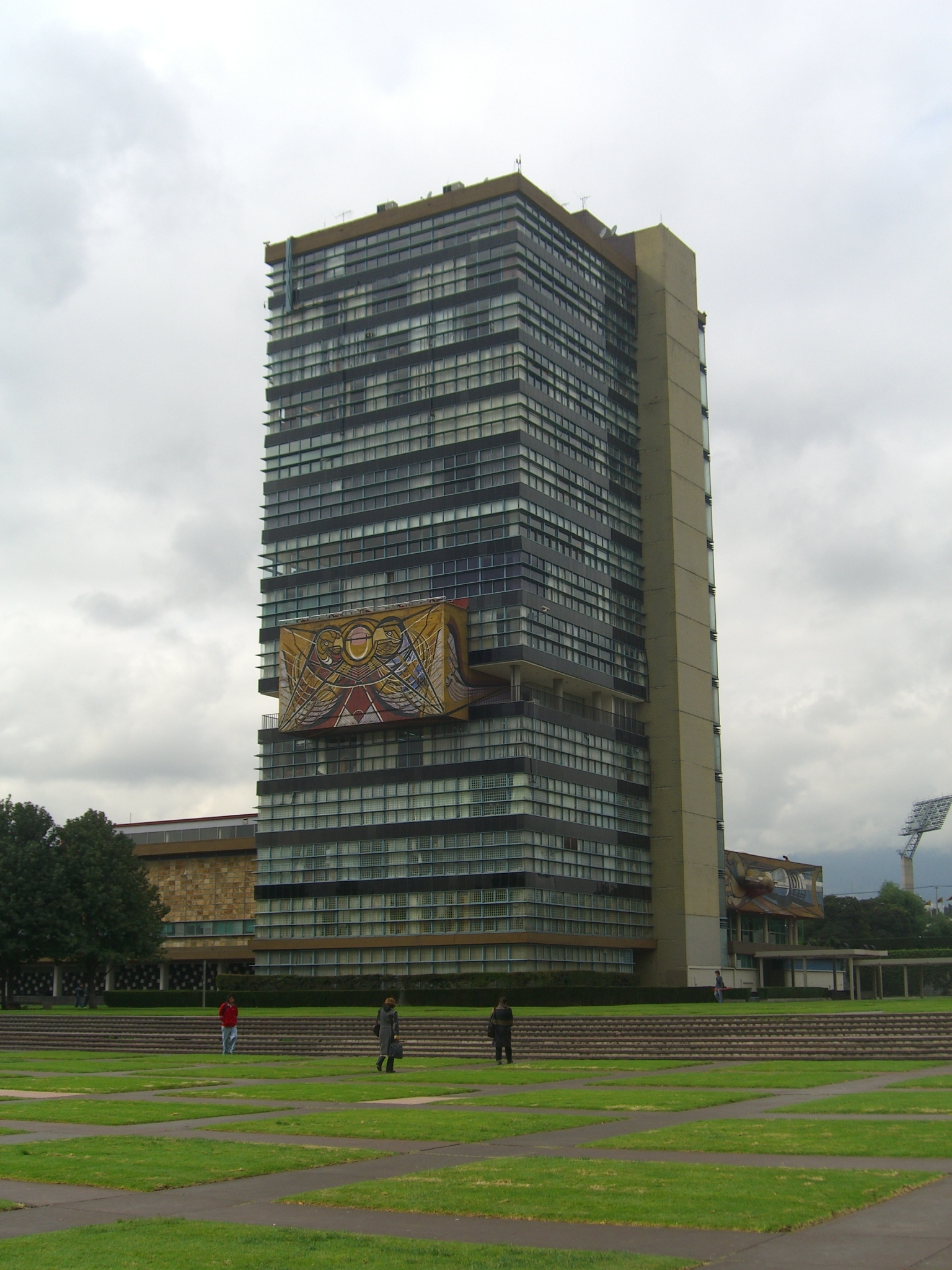
Torre Rectoria

- Museo Universitario di scienza e arte (MUCA).
- Facoltà di architettura. Originalmente Escuela de Arquitectura,
- Centro Lingue Straniere (CELE)
- Facoltà d'Ingegneria. Originalmente Escuela de Ingeniería,
- Facultad de Química. Originalmente Escuela de Ciencias Químicas, questa facoltà ora include l'edificio della scuola di veterinaria (oggi edificio B della facoltà di chimica)
- Facultad de Medicina. Originalmente Escuela de Medicina
- Facultad de Odontología. Originalmente Escuela de Odontología
- Facultad de Derecho. Originalmente Escuela Nacional de Jurisprudencia
- Facultad de Economía. Originalmente la Escuela de Economía
- Facultad de Filosofía y Letras.
- Torre de Humanidades.
- Restaurant Principal.
- Pabellón de Rayos Cósmicos.
- Instituto de Geología.

### Circuito Esterno
Questo è il circuito dove si trovano la maggior parte delle installazioni sportive del campus.
- Piscina Olimpica
- Frontones
- Campi sportivi di intrattenimento
- Palestre

Con il passare del tempo, si iniziarono a costruire edifici accademici; alcuni di questi erano emigrati dal circuito scolastico alla ricerca di maggiori spazi, altre erano istituzioni nuove nell'ambito dell'UNAM.
- Istituto di Ingegneria
- Serre dell'Istituto di Biologia
- Istituto di matematica applicata e sistemi
- Facoltà di Psicologia
- Facoltà di Economia e Amministrazione.

### Circuito di ricerca scientifica
Questo circuito raggruppa la maggior parte degli istituti e programmi di ricerca. Qui hanno sede anche istituzioni che originariamente avevano sede nel circuito scolastico.
- Facultad de Medicina Veterinaria y Zootecnia
- Instituto de Biología
- Instituto de Ciencias del mar y Limnología
- Instituto de Fisiología
- Instituto de Geofísica
- Instituto de Geografía
- Museo de zoología
- Centro de ciencias de la atmósfera
- Centro de información científica y humanística
- Centro para la innovación tecnológica
- Coordinación de la investigación científica
- Facultad de Química (anexos: Edificio D y Conjunto E)
- Instituto de Astronomía
- Instituto de Biotecnología
- Instituto de Física
- Instituto de Geología
- Instituto de Matemáticas
- Instituto de Química
- Museo de Paleontología
- Programa Universitario de Alimentos
- Programa Universitario del Medio Ambiente
- Programa Universitario de Investigación en Salud
- Facultad de Ciencias
- Instituto de Ciencias Nucleares
- Instituto de Investigaciones en Materiales

### Circuito Mario de la Cueva, e CCU
La maggior parte di quest'area è una riserva ecologica. Nella zona sud si trova lo spazio scultoreo e il Paseo de las esculturas, dove si può accedere solamente a piedi. In questi spazi si trovano varie opere di scultura monumentale contemporanea. La zona comprende anche le seguenti facoltà:
- Facultad de Contaduría y Administración - división de estudios de posgrado
- Centro de Instrumentos
- Instituto de Investigaciones Antropológicas
- Programa Universitario de Energía
- Programa Universitario de Investigación y Desarrollo Espacial
- Dirección General de Servicios de Cómputo Académico (DGSCA)
- TV UNAM
- Facultad de Ciencias Políticas y Sociales

Nella zona compresa tra il circuito Mario de la Cueva e l'estremo sud della città Universitaria, si trovano tre gruppi di edifici, il primo dedicato agli istituti di ricerca, i secondi alla divulgazione scientifica e il terzo chiamato centro culturale Universitario, dedicato alla diffusione culturale. Nel primo gruppo si trovano i seguenti edifici:
- Coordinación de Humanidades
- Instituto de Investigaciones Estéticas
- Instituto de Investigaciones Filológicas
- Instituto de Investigaciones Filosóficas
- Instituto de Investigaciones Históricas
- Instituto de Investigaciones Jurídicas
- Instituto de Investigaciones Sociales
- Programa Universitario de Estudios de Género

Nel secondo gruppo:
- Museo de las Ciencias "Universum"
- Centro Universitario de comunicación de la ciencia
- Instalaciones administrativas

#### Centro Culturale Universitario
Questo conglomerato è una delle aree più importanti per l'arte del paese, oltre a ospitare l'emeroteca nazionale e la biblioteca nazionale.
Si trovano in questa zona:
- Hemeroteca Nacional
- Biblioteca Nacional
- Instituto de Investigaciones Bibliográficas
- Sala Netzahualcóyotl - sala de conciertos sede de la Orquesta Filarmónica de la UNAM (OFUNAM).
- Teatro Juan Ruiz de Alarcón, con capacidad para 446 espectadores
- Foro Sor Juana Inés de la Cruz, foro teatral para 150 espectadores
- Sala de danza Miguel Covarrubias
- Salas cinematográficas José Revueltas y Julio Bracho
- Sala Carlos Chávez - sala de música de cámara, para 163 espectadores
- Foro del Centro Universitario de Teatro (CUT), con capacidad de 80 espectadores
- Librería Julio Torri y cafetería Azul y Oro

### Stadio Olimpico e zone vicine
- Lo Stadio Olimpico Universitario costruito nel 1954, come previsto dal progetto originale. Il suo nome cambiò nell'attuale dopo le Olimpiadi del 1968. Attualmente ospita le partite delle squadre universitarie.

### Sistema Interno di trasporto

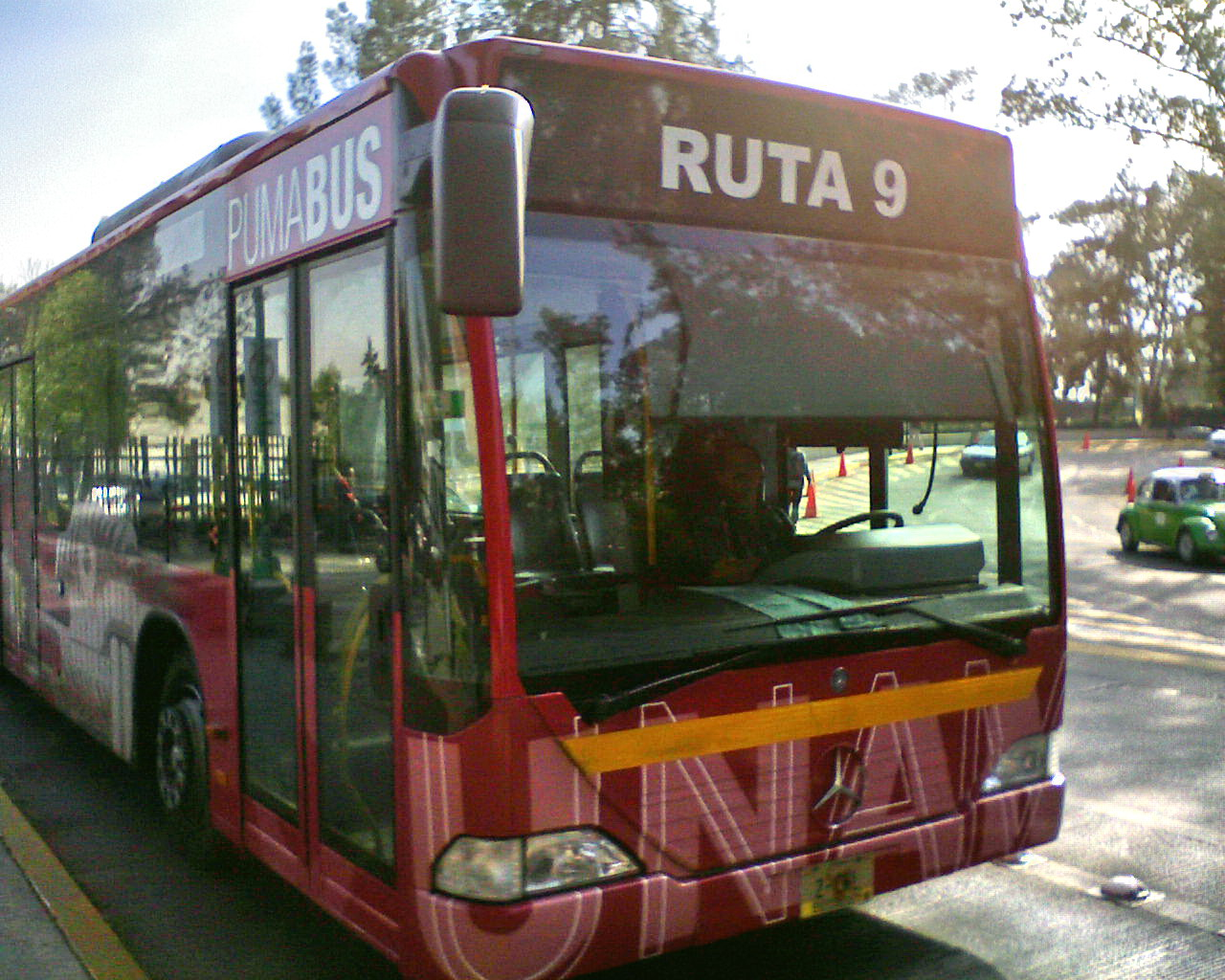
Autobus del servizio interno

Il Sistema di Trasporto Interno all'interno dell'UNAM, è un servizio offerto alla comunità universitaria e ai visitatori. Questo servizio è gratuito e può contare su 10 rotte.
Le rotte dalla 1 alla 5 hanno come capolinea la stazione della metropolitana Universidad della linea 3, mentre le linee 6,7 e 8 hanno il proprio capolinea nello Stadio Olimpico Universitario, le linee 9 e 10 hanno il proprio capolinea nella stazione del Metrobus della Città Universitaria.
La flotta, formata da 58 autobus con una capacità che varia dai 75 ai 90 passeggeri. Gli autobus, il modello più moderno della linea Citaro di Mercedes-Benz, sono conformi alla normativa europea Euro 4.